# Fofo Cahuel
Fofo Cahuel est une localité rurale argentine située dans le département de Río Senguer, dans la province de Chubut.

## Toponymie
Fofo Cahuel vient de l'expression fofo kawell, « cheval bâté » en langue mapuche, qui dérive elle-même des termes en espagnol bobo et caballo.

## Histoire
Azhabel P. Bell fut l'un des premiers colons gallois qui eut l'idée de coloniser les vallées. Pour cela, en 1887, il organise une expédition et envoie des hommes qui créent cette colonie avec des matériaux et du bétail. Il acquiert ensuite 300 lieues, avec lesquelles il forme l'Argentine Southern Land Company avec laquelle il commence à vendre des animaux au Chili,.

## Démographie
La localité compte 67 habitants (Indec, 2010), ce qui représente un déclin par rapport au précédent recensement de 2001 qui comptait 101 habitants.